# Mittel-Gründau
Mittel-Gründau ist ein Ortsteil der Gemeinde Gründau im hessischen Main-Kinzig-Kreis. Der Ortsname wird vom Fluss Gründau abgeleitet.
Zu Mittel-Gründau gehört auch der Wohnplatz Reitzeberg (ein ehemaliges Wochenendgebiet).

## Geographie

### Geographische Lage
Die Gemarkung des Gründauer Ortsteils liegt wie die des Ortsteils Niedergründau vollständig im Ronneburger Hügelland (Kennziffer 233.0, einem Teil des Büdingen-Meerholzer Hügelland im Nordostteil des Rhein-Main-Tieflandes zwischen Nidder und Kinzig), einer gehölzreichen Kulturlandschaft, gehört. Mittel-Gründau grenzt im Norden und im Osten an die Gemarkung des Gründauer Ortsteil Hain-Gründau, im Südosten und Süden an die Gemarkungen Lieblos und Rothenbergen und im Westen an die der Gemeinde Ronneburg. Die Gemarkung des Ortsteils umfasst 914,7 ha; der Waldanteil liegt bei 18 %.

### Geologie und Naturraum
Der Ort liegt im Tal der Gründau und besteht weitgehend aus Lössauflagen und aus Letten des Rotliegenden entstandenen Böden. Sie sind die Grundlage einer ertragreichen Landwirtschaft. Vom Gelnhäuser Kinzigtal gehört nur die nördlich gelegene Hochfläche zur Gemarkung, sie setzt sich aus einer Anzahl Nordost-Südwest-verlaufender Bergrücken zwischen breiten Talmulden und einem flachwelligen Gebiet nach Westen hin zusammen.

## Geschichte

### Vorgeschichte
Am östlichen Ortsausgang sollen in dem Gemarkungsteil „In den Lehen“ Wohngruben mit Hüttenlehm, Holzkohle, Feuersteinmesser, Steinbeilen, ein Reibstein und spiralkeramische bzw. wetterauische Scherben gefunden worden sein. Die Gelnhäuser Heimatforscher Gerd und Reiner Mende haben am Plateaurand östlich des Bahnhofs am Stickelberg Grobgeräte aus der Altsteinzeit gefunden. Südöstlich des Ortes seien 1981 im Wald „Am Vogelherd“ eine Hügelgräbergruppe von 19 Grabhügeln, weitere 14 Funde aus verschiedenen Epochen seien nach umfangreichen Begehungen und Grabungen auf Grund der Ankündigung in den Gemarkungsteilen „Im Judengrund“ und im „Sauerngrund“ eine Mülldeponie zu bauen, gefunden worden.

### Mittelalter
Mit dem damaligen Ortsnamen Grinda media wird das Dorf im Jahre 1219 soweit bekannt erstmals erwähnt.
Ungefähr einen Kilometer westlich von Mittel-Gründau befand sich im Mittelalter die erst im 20. Jahrhundert wieder entdeckte Siedlung Rodenborn, die sich zwischen den Hundertmorgen und dem Zwetschenberg befand (1910 wurden dort anlässlich der Flurbereinigung Pflaster und Fundamentreste gefunden). Noch 1955 kannte man die Flurbezeichnungen Rodenbornacker, Rodenborner Platte, Rodenborner Wasen, Rodenborner Weinberg und den Rodenborner Weiher. Bis 1251 besaß das Kloster Meerholz dort Güter, die es dem Kloster Arnsburg verkaufte; das Kloster Arnsburg erwarb auch die Rechte der Herren von Selbold, von Breitenbach u. a. Noch 1376 ist von dort ein Zentgraf des 1260 erstmals genannten Gerichts Gründau belegt, 1489 ist jedoch nur noch eine Schäferei genannt.

### Dreißigjähriger Krieg
Im Gründautal wurden die dörflichen Siedlungen durch den Dreißigjährigen Krieg (wesentliche Kriegshandlungen zwischen 1620 und 1645) und die Pest (1634/35) verschoben, so auch im Gebiet der Gemarkung Mittel-Gründau. Nördlich des Flusses Gründau lag die frühere Siedlung Mittel-Gründau an den Tannen, die zum (alten) Gericht Gründau gehörte, aber im Dreißigjährigen Krieg vollständig abbrannte. Das heutige Dorf Mittel-Gründau liegt an der Stelle der ebenfalls bis zum Dreißigjährigen Krieg bestehenden Siedlung Mittel-Gründau an den Buchen, die nicht zum Gericht Gründau, sondern zum Gericht Büdingen gehörte. Die beiden Siedlungen waren durch den vom Haselkopf kommenden Haselbach (die Bach, Verlauf etwa entlang der heutigen Bachgasse) getrennt. Nach dem Steuerkataster von 1619 soll das östliche Mittel-Gründau an den Buchen 75 fl. (Gulden) und 2 Schilling und das westliche Mittel-Gründau an den Tannen 48 fl. und 13 Schilling Herrngeld gezahlt haben (Zum Vergleich: das westlich gelegene Nachbardorf Niedergründau zahlte damals 80 fl., und die östlich gelegenen Dörfer Hain-Gründau 8 fl. und Gettenbach 2 fl.).

### Die Ysenburger Landesteilung von 1687
Die Entstehung des Büdinger Landes und der Speziallinien der Ysenburger Grafen
Mittel-Gründau gehörte zur Grafschaft Isenburg, die sich mehrfach teilte. Durch die Dritte Hauptteilung (1684) entstanden die beiden Häuser Ysenburg-Büdingen-Birstein (ab 1744 Fürstentum Isenburg und Büdingen) und Ysenburg-Büdingen. Das letztere teilte sich am 23. Juli 1687 in einem Rezess (= Vergleich) noch einmal in vier Speziallinien. Sie alle nannten sich Ysenburg und Büdingen und fügten jeweils den Sitz ihrer Linie hinzu: Ysenburg-Büdingen in Büdingen, Ysenburg-Büdingen in Marienborn (erloschen 1725), Ysenburg-Büdingen in Meerholz (erloschen 1929) und Ysenburg-Büdingen in Wächtersbach (die Wächtersbacher nahmen 1941 ihren Sitz in Büdingen; es war die einzige ysenburgische Linie, die übrig geblieben war). Das Dorf Mittel-Gründau war geteilt: das alte Dorf Mittel-Gründau an den Buchen (Gericht Büdingen) kam zur Grafschaft Ysenburg-Büdingen-Büdingen und der Mittel-Gründauer Hof (Rest des Dorfes Mittel-Gründau an den Tannen, Gericht Gründau) kam zu Ysenburg-Büdingen-Meerholz.

### Das 19. Jahrhundert
Mittel-Gründau kommt zum Großherzogtum Hessen
Im 19. Jahrhundert gehörte das Dorf ab 1806 zum souveränen Fürstentum Isenburg (Rheinbund) (1806–1815). Durch den Wiener Kongress kam es für ein Jahr zum Kaisertum Österreich, 1816 zum Großherzogtum Hessen. Erst durch eine Grenzberichtigung kam der Mittel-Gründauer Hof 1858 zum Ort Mittel-Gründau und damit vom Kreis Gelnhausen (Kurfürstentum Hessen) zu dem Kreis Büdingen (Großherzogtum Hessen). Durch Art. 15 Nr. 9 des Friedensvertrags vom 3. September 1866 wurde ein ca. 1700 Morgen umfassender, ehemals kurhessischer Gebietsteil Mittel-Gründau zugeteilt.

### Das 21. Jahrhundert
Mittel-Gründau feiert 800-jähriges Bestehen
Nach 1918 gehörte der Ort zum Volksstaat Hessen und 1945 zu Groß-Hessen, 1946 zu Hessen. Bis zum 31. Juli 1972 gehörte der Ort zusammen mit dem Nachbardorf Hain-Gründau zum Landkreis Büdingen.
Im Zuge der Gebietsreform in Hessen kam die Gemeinde Mittel-Gründau mit Wirkung vom 1. August 1972 kraft Landesgesetz zur Gemeinde Gründau im Landkreis  Gelnhausen. Für Mittel-Gründau wurde, wie für alle eingegliederten Gemeinden von Gründau, ein Ortsbezirk errichtet.
Vom 31. Mai 2019 bis zum 2. Juni 2019 feierte der Ortsteil sein 800-jähriges Bestehen.

### Verwaltungsgeschichte im Überblick
Die folgende Liste zeigt die Staaten und Verwaltungseinheiten, denen Niedergründau angehört(e):
- vor 1806: Heiliges Römisches Reich, Grafschaft Ysenburg-Büdingen-Meerholz, Gericht Lieblos
- ab 1806: Fürstentum Isenburg (Rheinbund),[Anm. 2] Gericht Büdingen
- ab 1813: Generalgouvernement Frankfurt,[Anm. 3]  Gericht Büdingen
- ab 1815: Kaisertum Österreich,[Anm. 4] Gericht Büdingen
- ab 1816: Großherzogtum Hessen (Souveränitätslande),[Anm. 5] Provinz Oberhessen, Amt Büdingen[19] (zur Standesherrschaft Isenburg gehörig)
- ab 1822: Großherzogtum Hessen, Provinz Oberhessen, Landratsbezirk Büdingen[20][Anm. 6]
- ab 1848: Großherzogtum Hessen, Regierungsbezirk Nidda
- ab 1852: Großherzogtum Hessen, Provinz Oberhessen, Kreis Büdingen
- ab 1867: Norddeutscher Bund, Großherzogtum Hessen, Provinz Oberhessen, Kreis Büdingen
- ab 1871: Deutsches Reich, Großherzogtum Hessen, Provinz Oberhessen, Kreis Büdingen
- ab 1918: Deutsches Reich, Volksstaat Hessen, Provinz Oberhessen, Kreis Büdingen
- ab 1938: Deutsches Reich, Volksstaat Hessen, Landkreis Büdingen[21][Anm. 7]
- ab 1945: Deutsches Reich, Amerikanische Besatzungszone, Groß-Hessen,[Anm. 8] Regierungsbezirk Darmstadt, Landkreis Büdingen
- ab 1946: Deutsches Reich, Amerikanische Besatzungszone, Hessen, Regierungsbezirk Darmstadt, Landkreis Büdingen
- ab 1972: Bundesrepublik Deutschland, Hessen, Regierungsbezirk Darmstadt, Landkreis Gelnhausen, Gemeinde Gründau
- ab 1974: Bundesrepublik Deutschland, Hessen, Regierungsbezirk Darmstadt, Main-Kinzig-Kreis, Gemeinde Gründau

## Bevölkerung
Einwohnerstruktur 2011
Nach den Erhebungen des Zensus 2011 lebten am Stichtag, dem 9. Mai 2011, in Mittel-Gründau 2055 Einwohner. Darunter waren 66 (3,2 %) Ausländer. Nach dem Lebensalter waren 348 Einwohner unter 18 Jahren, 876 zwischen 18 und 49, 492 zwischen 50 und 64 und 336 Einwohner waren älter. Die Einwohner lebten in 873 Haushalten. Davon waren 237 Singlehaushalte, 294 Paare ohne Kinder und 270 Paare mit Kindern, sowie 63 Alleinerziehende und 12 Wohngemeinschaften. In 144 Haushalten lebten ausschließlich Senioren und in 624 Haushaltungen lebten keine Senioren.
Einwohnerentwicklung
| Mittel-Gründau: Einwohnerzahlen von 1834 bis 2020 | Mittel-Gründau: Einwohnerzahlen von 1834 bis 2020 | Mittel-Gründau: Einwohnerzahlen von 1834 bis 2020 | Mittel-Gründau: Einwohnerzahlen von 1834 bis 2020 | Mittel-Gründau: Einwohnerzahlen von 1834 bis 2020 |
| --- | ------------------------------------------------- | ------------------------------------------------- | ------------------------------------------------- | ------------------------------------------------- |
| Jahr |                                                   |                                                   |                                                   | Einwohner                                         |
| 1834 | 1834                                              |                                                   | 595                                               | 595                                               |
| 1840 | 1840                                              |                                                   | 556                                               | 556                                               |
| 1846 | 1846                                              |                                                   | 662                                               | 662                                               |
| 1852 | 1852                                              |                                                   | 636                                               | 636                                               |
| 1858 | 1858                                              |                                                   | 682                                               | 682                                               |
| 1864 | 1864                                              |                                                   | 605                                               | 605                                               |
| 1871 | 1871                                              |                                                   | 654                                               | 654                                               |
| 1875 | 1875                                              |                                                   | 602                                               | 602                                               |
| 1885 | 1885                                              |                                                   | 670                                               | 670                                               |
| 1895 | 1895                                              |                                                   | 624                                               | 624                                               |
| 1905 | 1905                                              |                                                   | 693                                               | 693                                               |
| 1910 | 1910                                              |                                                   | 654                                               | 654                                               |
| 1925 | 1925                                              |                                                   | 734                                               | 734                                               |
| 1939 | 1939                                              |                                                   | 737                                               | 737                                               |
| 1946 | 1946                                              |                                                   | 1.094                                             | 1.094                                             |
| 1950 | 1950                                              |                                                   | 1.137                                             | 1.137                                             |
| 1956 | 1956                                              |                                                   | 1.022                                             | 1.022                                             |
| 1961 | 1961                                              |                                                   | 1.071                                             | 1.071                                             |
| 1967 | 1967                                              |                                                   | 1.145                                             | 1.145                                             |
| 1970 | 1970                                              |                                                   | 1.169                                             | 1.169                                             |
| 1980 | 1980                                              |                                                   | ?                                                 | ?                                                 |
| 1990 | 1990                                              |                                                   | ?                                                 | ?                                                 |
| 2000 | 2000                                              |                                                   | ?                                                 | ?                                                 |
| 2011 | 2011                                              |                                                   | 2.055                                             | 2.055                                             |
| 2015 | 2015                                              |                                                   | 2.112                                             | 2.112                                             |
| 2020 | 2020                                              |                                                   | 2.136                                             | 2.136                                             |
| Datenquelle: Historisches Gemeindeverzeichnis für Hessen: Die Bevölkerung der Gemeinden 1834 bis 1967. Wiesbaden: Hessisches Statistisches Landesamt, 1968. Weitere Quellen: LAGIS; Gemeinde Gründau; Zensus 2011 |                                                   |                                                   |                                                   |                                                   |

Historische Religionszugehörigkeit
| • 1961: | 855 evangelische (= 79,83 %), 203 katholische (= 18,95 %) Einwohner |

## Politik
Für Mittel-Gründau besteht ein Ortsbezirk (Gebiete der ehemaligen Gemeinde Mittel-Gründau) mit Ortsbeirat und Ortsvorsteher nach der Hessischen Gemeindeordnung.
Der Ortsbeirat besteht aus fünf Mitgliedern. Bei den Kommunalwahlen in Hessen 2021 betrug die Wahlbeteiligung zum Ortsbeirat 56,90 %. Dabei wurden gewählt: je zwei Mitglieder der SPD und der Liste „Bürger für Grümdau“ (FWG), sowie ein Mitglied CDU. Der Ortsbeirat wählte Hans-Jürgen Michl (SPD) zum Ortsvorsteher.
Vorher waren die Ortsvorsteher: Stefan Ament (CDU) von Mai 2006 bis Mai 2021, Hans-Jürgen Michl (SPD) von Mai 2011 bis Mai 2016 und Rainer Klix (FWG) von Mai 2016 bis Mai 2021.

## Kulturdenkmäler
Siehe: Liste der Kulturdenkmäler in Gründau-Mittel-Gründau.

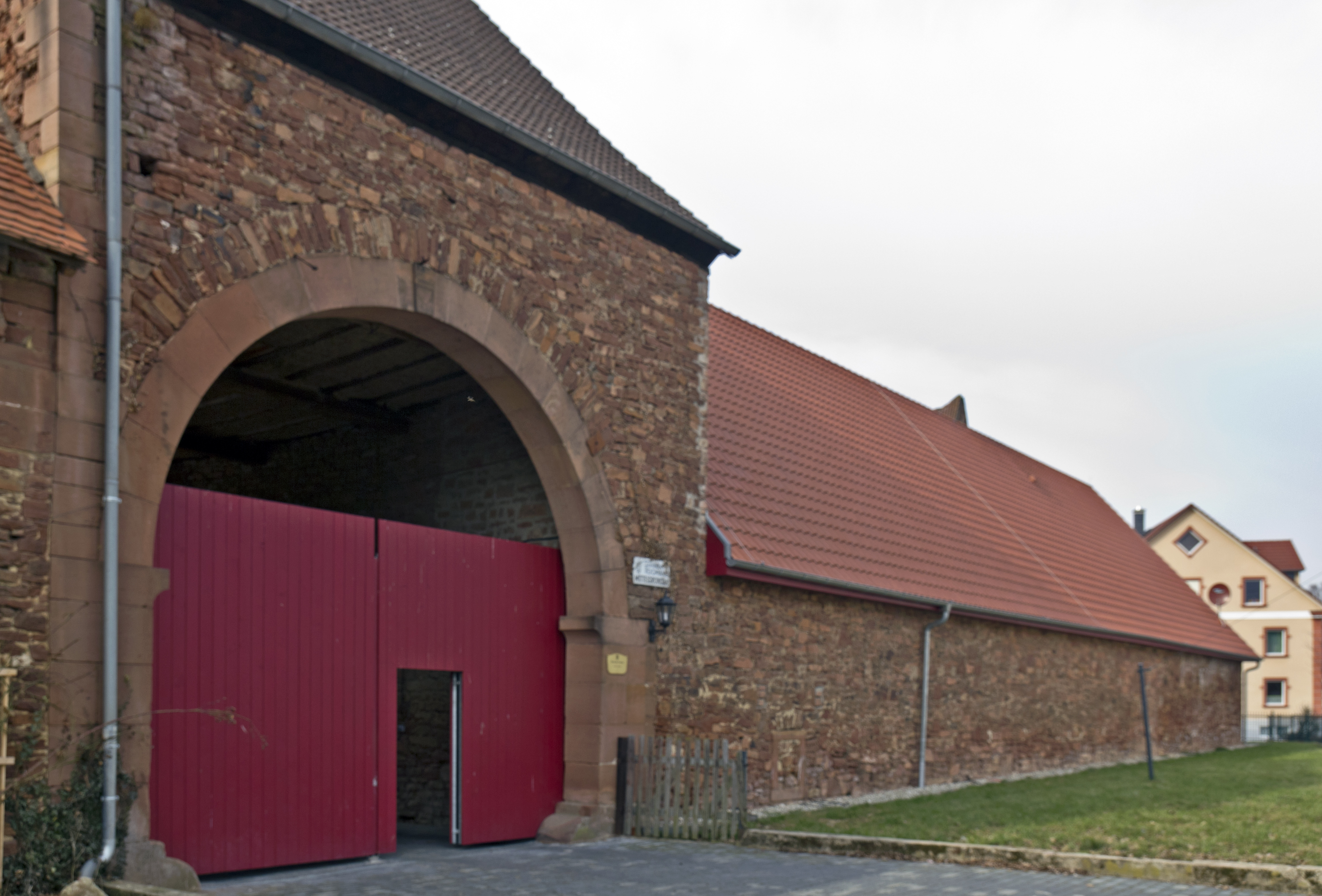
Hofgut Mittel-Gründau
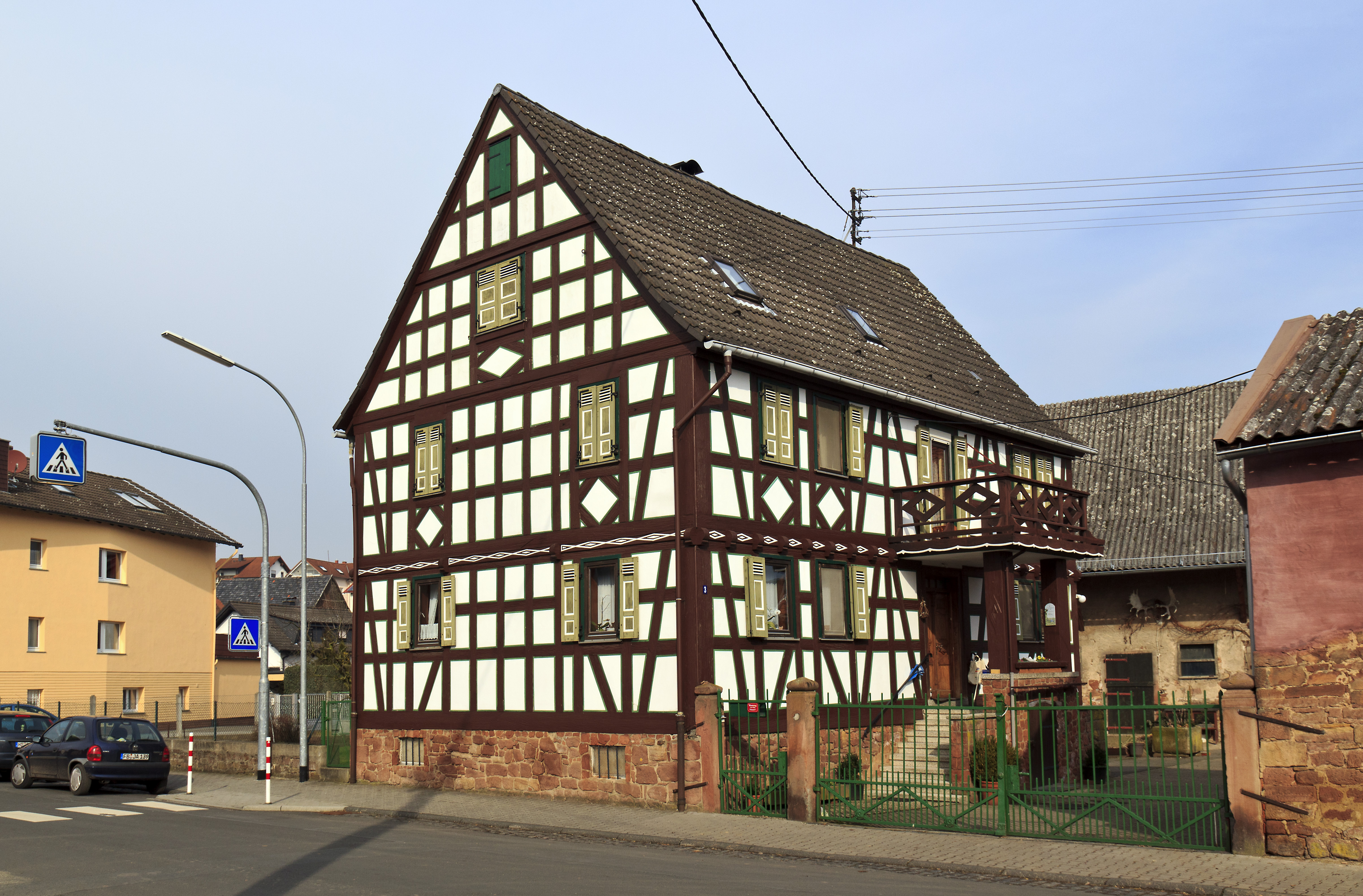
Altes Fachwerkhaus

## Verkehr
Durch den Ort verläuft die Landesstraße 3271 und am nordöstlichen Ortsrand liegt die Bundesstraße 457.
Östlich des Orts liegt der Bahnhof an der Bahnstrecke Gießen–Gelnhausen, auf welcher annähernd stündlich Regionalbahnen der Hessischen Landesbahn verkehren. Die Strecke wurde ab 1860 auf Initiative des Arztes und ehem. Mitgliedes der 2. Kammer der Landstände des Großherzogtums (1847–1850), Christian Peter Heldmann (1808–1866) gebaut. Dafür wurde die Gründau umgebettet und der weit ins Gründautal reichende Geländesporn des Stickelberges gesprengt. Die dabei anfallenden Sandstein-Felsmassen wurden zur Errichtung der Bahntrasse genutzt, ebenso wie der beim Tunnelbau Richtung Büdingen anfallende Abraum. Im Volksmund hieß die Bahn bis Ende des 20. Jahrhunderts nach ihrem Initiator und Förderer auch die „Heldmann-Bahn“.

## Persönlichkeiten
- Heinrich Otto (Politiker, 1892) (1892–1944), Landwirt in Mittel-Gründau, gehörte für die KPD 1931 bis 1932 in der 5. Wahlperiode dem Landtag des Volksstaates Hessen an[27].